# Fazıl Say
Fazıl Say, född 14 februari 1970 i Ankara, är en känd turkisk pianist och kompositör.

## Biografi

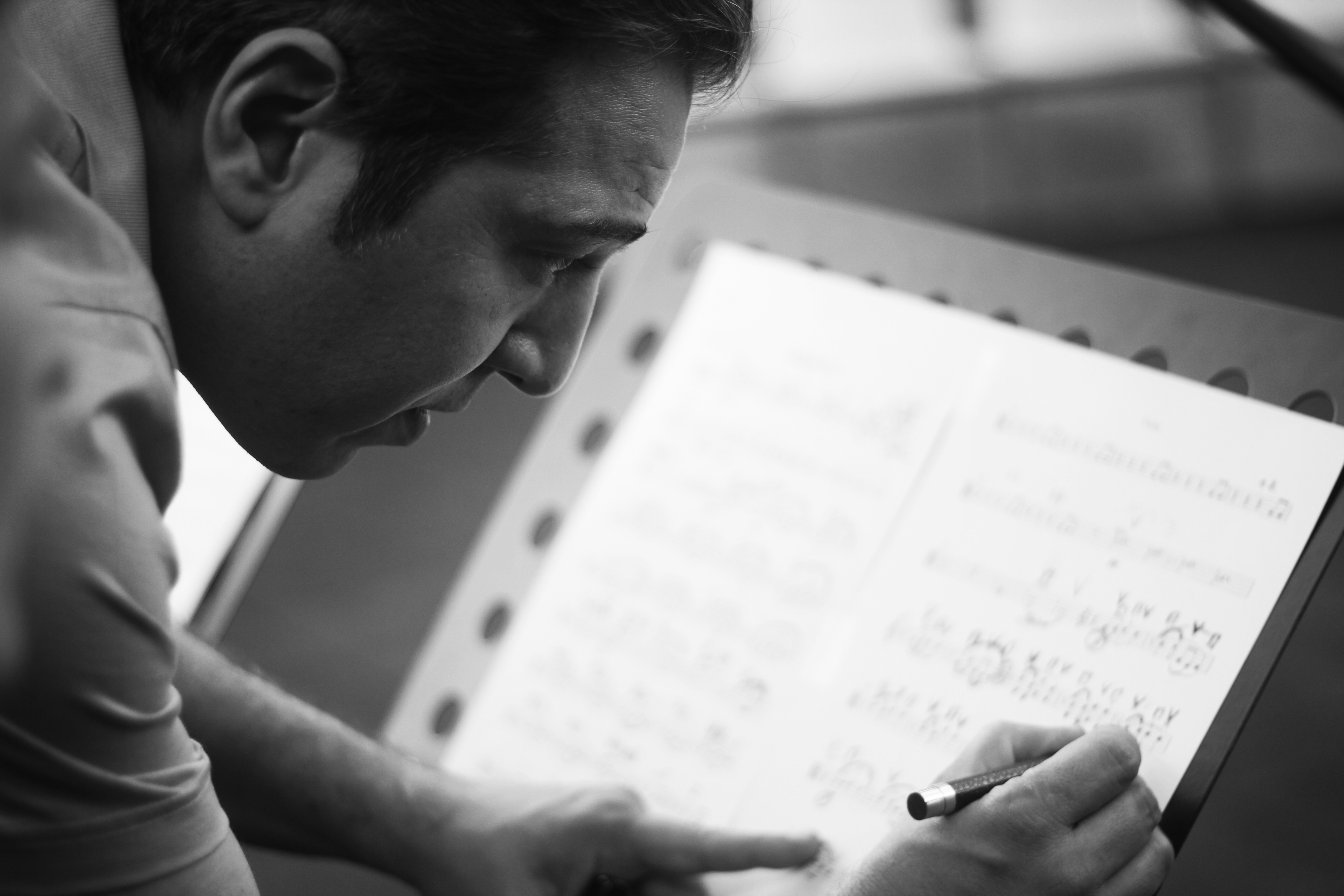
Fazıl Say 2011

Say har kallats för ett underbarn. Som tolvåring började han studera på Ankara State Conservatory, och senare på Robert Schumann Hochschule i Düsseldorf i Tyskland.
Han har beskrivit sig själv som ateist och har dömts till fängelse i Turkiet för hädelse, efter ett twitterinlägg där han kritiserade Islam.

## Utmärkelser
- Young Concert Artists International Auditions (1994)
- Paul A. Fish Foundation Awards (1995)
- Le Monde Awards (2000)
- Echo Klassik (2001)
- German Music Critics’ Best Recording of the Year Award (2001)
- Ambassador of Intercultural Dialogue (2008)
- "Echo" German Record Award (2009)
- "ECHO Klassik 2013 Special Jury Award with Istanbul Symphony Album
- Prix International de la Laïcité 2015 (Comité Laïcité République, Frankrike)
- Beethoven Prize 2016 (Beethoven Academy)[8]
- Duisburger Musikpreis (2017)[9]